# أحمد الفلاحي
أحمد بن عبد الله الفلاحي (مواليد بطين، سلطنة عمان 1954) أديب وشاعر عماني. يعد الفلاحي من رواد العمل الثقافي في عمان. أسهم مع أصدقائه في تأسيس أول ناد ثقافي أهلي بحي مطرح الساحلي في مسقط باسم «النادي الوطني الثقافي» عام 1974. نشر الكثير من المقالات والدراسات بالصحف والمجلات المحلية حول أحوال السلطنة العمانية، وألقى الكثير من المحاضرات داخل وخارج سلطنة عمان حول الأدب والتاريخ العماني والجوانب الفكرية والثقافية العمانية. من مؤلفاته «تأملات»، و«مع الأدب العماني - نقاشات ومداولات وتطلعات».

## مسيرته

### نشأته
ولد أحمد الفلاحي يوم 1 يناير 1954 (وقيل 1952) في بلدة بطين بوادي نام بمحافظة شمال الشرقية في سلطنة عمان. تلقى تعليما تقليدياً في بدايات عمره، وواصل تعليمه من خلال التثقيف الذاتي والقراءة والاطلاع، واستفاد من مجالس الشعر التي أقيمت في قريته. يقول الفلاحي عن نشأته: «أذكر أنني عندما بدأت أعي كانت قريتي شبه خاوية من السكان.. لقد هجروها من شدة المحل والجفاف، وكنتُ أمرّ مع والدتي في أنحاء القرية وأرى البيوت وقد أُغلقت بأقفال ضخمة جدًا، ما زالت ساكنة في ذهني حتى اليوم». كان جده فقيهًا معروفًا في المناطق المجاورة، وكثيرًا ما استفتاه أهالي قريته والقرى المجاورة في أمور الفقه والعبادات. وكانت والدة الفلاحي من النساء القليلات المتعلمات اللائي يقرأن ويكتبن. وتولت والدته تعليمه، فكان يقرأ عليها القرآن في مرحلة مبكرة من عمره، وعلمته علوم القرآن والسنة والفقه. وعلوم النحو عبر أرجوزة «مُلحة الإعراب»، كما علمته الخط والشعر. قرأ الفلاحي للمتنبي وأبا العلاء المعري وأبا تمام والبحتري وشعراء عمان في صغره.
عندما بلغ الفلاحي قرابة 13 عاما، قرر مع بعض أبناء عمه ممن يكبرونه في السن أن يهاجر من عُمان طلبا للعلم والرزق. لكن والده لم يسمح له بالسفر فهرب. خرج الفلاحي من عُمان إلى دبي، ومن دبي ركب مركبًا إلى البحرين وبقي فيها قرابة شهرين. ثم خرج من البحرين إلى الدمام بالمملكة العربية السعودية وبقي قرابة عام كامل هناك. بعد ذلك، تركها وذهب للكويت، ثم لبغداد، واقتُرِح عليه أن يذهب لدمشق فبقي فيها عاما كاملا، واقترح عليه هناك أن يذهب إلى مصر، وكان الفلاحي معجبًا بالقومية والناصرية في تلك المرحلة، لكنه لم يستطع الذهاب إلى مصر. خلال هذه الرحلات تعرف الفلاحي على الأفكار والفلسفات السائدة في تلك المرحلة.

### المناصب
تقلد الفلاحي عددًا من المناصب في مجالات مختلفة. بدأ مسيرته بالعمل بالإذاعة العمانية بين عامي 1971 و1981 كمحرر أخبار، ثم رئيس تحرير ونائب مدير دائرة الأخبار، وقائم بأعمال مدير دائرة الأخبار. تلى ذلك انتقاله إلى وزارة التربية والتعليم، إذ عمل بدائرة البعثات بالوزارة (1981-1982)، ثم اتجه إلى المجال الدبلوماسي وعمل كملحق ثقافي بسفارة سلطنة عمان بالبحرين (1982-1987)، ثم مديراً للأنشطة الثقافية والفنية بقطاع الشباب (1987-1988). استمر في السلك الدبلوماسي وانتدب مساعداً للملحق الثقافي بالسفارة العمانية بالقاهرة (1988-1993)، وبعدها عمل ملحقاً بمكتب وزير التربية (1993-1995)، ثم مستشاراً بمكتب وزير التربية (1995-2011)، ثم عُين عضوًا في مجلس الدولة العماني في الفترة ما بين 2004 و2011.

### المسيرة الأدبية
بدأ الفلاحي مسيرته الأدبية بكتابة الشعر، ثم تركه أو كاد وأخذ يتحول تدريجياً نحو الكتابة النثرية فكتب المقال على اختلاف أنواعه، بالإضافة إلى بحوث تاريخية وأدبية وثقافية. اضطلع الفلاحي بدور الإنشاء والتحرير لمجلة «الثقافة  الجديدة» في 1970، ومجلة الغدير سنة 1977.
من برامجه في الإذاعة العمانية برنامج «بين الفقه والأدب»، وهو برنامج أسبوعي استمر لثلاث سنوات، والبرنامج الأسبوعي «أدبنا العربي» الذي استمر خمس سنوات، والبرنامج الأسبوعي «من أعلامنا» والذي استمر لسنة ونصف.

## المؤلفات
- تأملات، المؤسسة العربية للدراسات والنشر، 2013.[3][4][5]
- عمان في عيون زوارها، بيت الغشام للنشر والترجمة، 2016.[6]
- بطين: لمحات عنها: تذكرة للأجيال القادمة، الرؤيا للصحافة والنشر، 2013.[7]

- مع الأدب العماني - نقاشات ومداولات وتطلعات، دار رياض الريس للكتاب والنشر، 2011.[8]

- من الحياة، مؤسسة الانتشار العربي، 2010[9][10]
- حول الثقافة، بيسان للنشر والتوزيع، 2006.[11]

### لقراءة متعمقة
- الزيدي، خلفان. «أحمد الفلاحي بأقلام عارفيه»، المؤسسة العربية للدراسات والنشر، 2020.

## وصلات خارجية
- مقال له في جريدة الكلمة
- مقال له في جريدة الوطن العمانية عن «فلسطين في الشعر العماني»